# سن میان د لا کوگویا
سن میان د لا کوگویا (به اسپانیایی: San Millán de la Cogolla) یک دهستان در اسپانیا است که در استان لاریوحا واقع شده‌است. سن میان د لا کوگویا ۳۱٫۱۹ کیلومتر مربع مساحت و ۲۹۳ نفر جمعیت دارد و ۷۲۸ متر بالاتر از سطح دریا واقع شده‌است.